# Cantharis rustica
Cantharis rustica је инсект из реда тврдокрилаца (Coleoptera) и фамилије Cantharidae.

## Распрострањење
Према подацима PESI врста је присутна у већем делу Европе. У Србији спада у често бележене врсте, широм земље. Период појављивања је од марта до јуна.

## Опис
Тело и пронотум су црвенкасти, глава и покрилца црни. Ова врста се обично препознаје по срцоликој црној шари на пронотуму.

## Станиште
Cantharis rustica се најчешће среће на обрадивом земљишту и запуштеним ливадама.